# Hrafnagil
Hrafnagil ist eine Siedlung im Nordosten von Island.
Sie liegt 11 km südlich von Akureyri an der Eyjafjarðará.
Der Ort in der Gemeinde Eyjafjarðarsveit hatte am 1. Januar 2023 355 Einwohner.
Durch Hrafnagil führt die Eyjafjarðarbraut vestri , die weiter ins Eyjafjarðardalur führt.
Im weiteren Verlauf wird die Straße zur Eyjafjarðarleið , über die man zur Sprengisandsleið  gelangen kann.
Bei dem Ort zweigt die Miðbraut  nach Osten ab, überbrückt die Eyjafjarðará und mündet auf die  Eyjafjarðarbraut eystri .
Die vorhandene Erdwärme wird für Gewächshäuser genutzt.
Hrafnagil war das Zentrum der früheren Gemeinde Hrafnagilshreppur.
Es ging aus einem Großgehöft hervor, das schon zur Sagazeit bekannt war.